# Marc de Vos
Marc de Vos est un important sculpteur bruxellois du XVIIe siècle.
Comme pour d'autres sculpteurs bruxellois sa biographie et l'étude de son œuvre n'ont jusqu'à présent pas attiré l'attention des chercheurs, alors qu'il fut un des créateurs de la Grand-Place de Bruxelles à côté d'autres sculpteurs ou architectes bruxellois, comme Pierre van Dievoet, Jean Cosyn, Antoine Pastorana, Jean van Delen et Corneille van Nerven. 

## Biographie
Il est né à Bruxelles le 11 août 1645 en la paroisse de Saint-Nicolas et décédé en 1717. 
Il était le fils d'Henri de Vos et le petit-fils de Jean de Vos, maître-boulanger et maître-graissier établi à Bruxelles au coin de la rue Neuve.
Sollicité par les autorités françaises pour aller s'établir en France où on lui promettait la franchise dans son art et la nationalité française, il préféra rester à Bruxelles où il récupéra le 3 septembre 1674 le droit de bourgeoisie que son père avait perdu pour être né hors de l'ammanie. 
Le fait de devoir subvenir aux besoins de son père aveugle explique sans doute qu'il n'ait pas rejoint la France de Louis XIV, où on l'avait sollicité en lui promettent la citoyenneté et le libre exercice de son art et où à l'instar de nombre de ses compatriotes comme Philippe de Champaigne, Philippe van Dievoet, Adam François van der Meulen, etc., il aurait certainement pu faire une carrière plus brillante.

## Réalisations

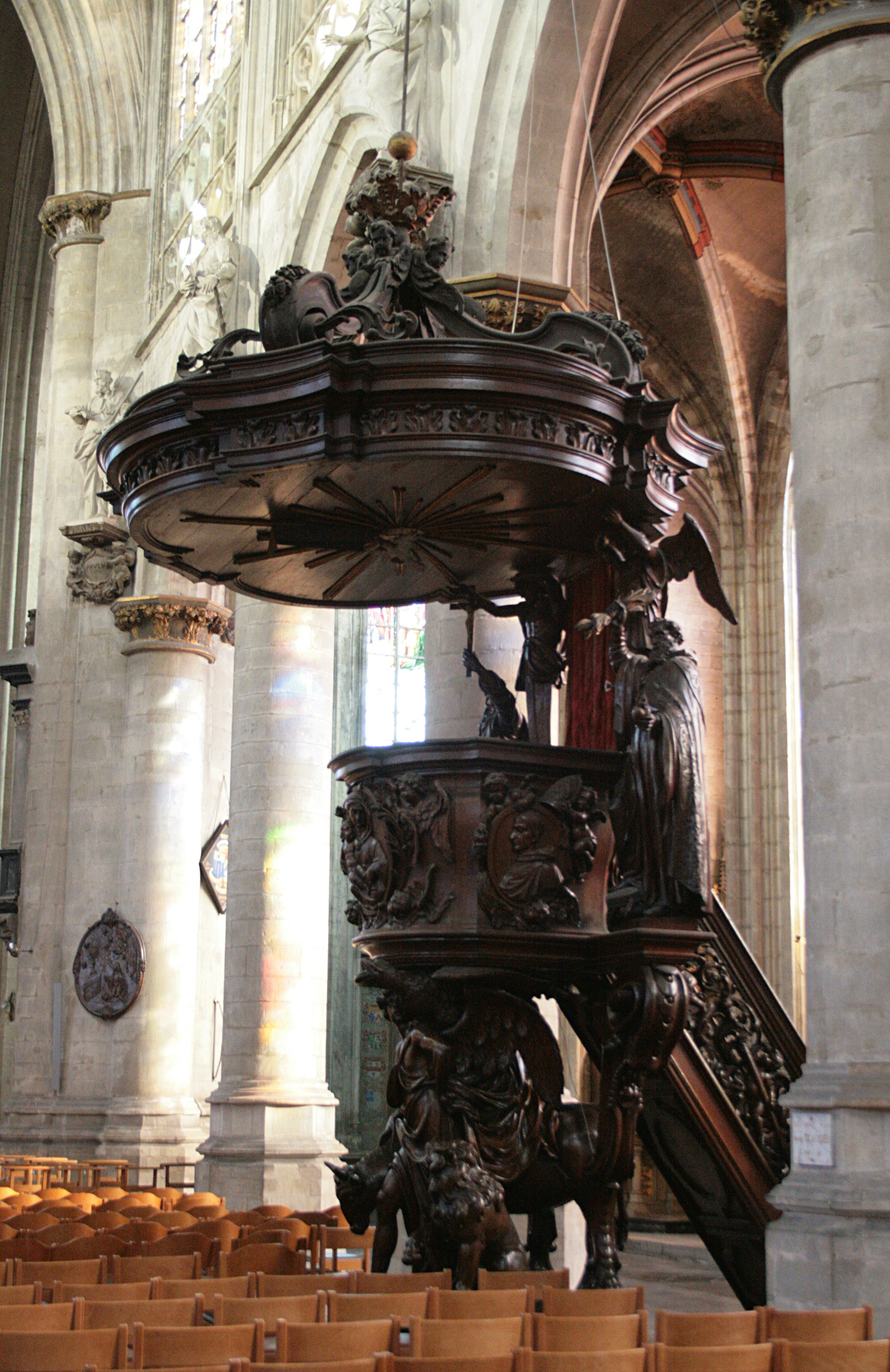
Chaire de vérité de l'église Notre-Dame du Sablon

On connait de lui les sculptures ornant plusieurs maisons de la Grand-Place comme la « Maison de la Louve », la « Maison du Renard » et la « Maison de l'Arbre d'Or » (Maison des Brasseurs).
C'est lui qui fit le "bozzetto" de la première statue équestre de Maximilien-Emmanuel qui vint orner le faîte de la « Maison de l'Arbre d'Or »
De lui encore la chaire de vérité actuellement dans l'église Notre-Dame du Sablon, mais sculptée d'abord pour l'église des Augustins, stupidement détruite au XIXe siècle et dont la façade fut transférée à Ixelles. Deux autels baroques furent récupérés par l'église de Saint-Josse où ils ornent les chapelles latérales.
Il a également réalisé la statue La Laitière, située devant l'église Saint-Nicolas de Bruxelles.

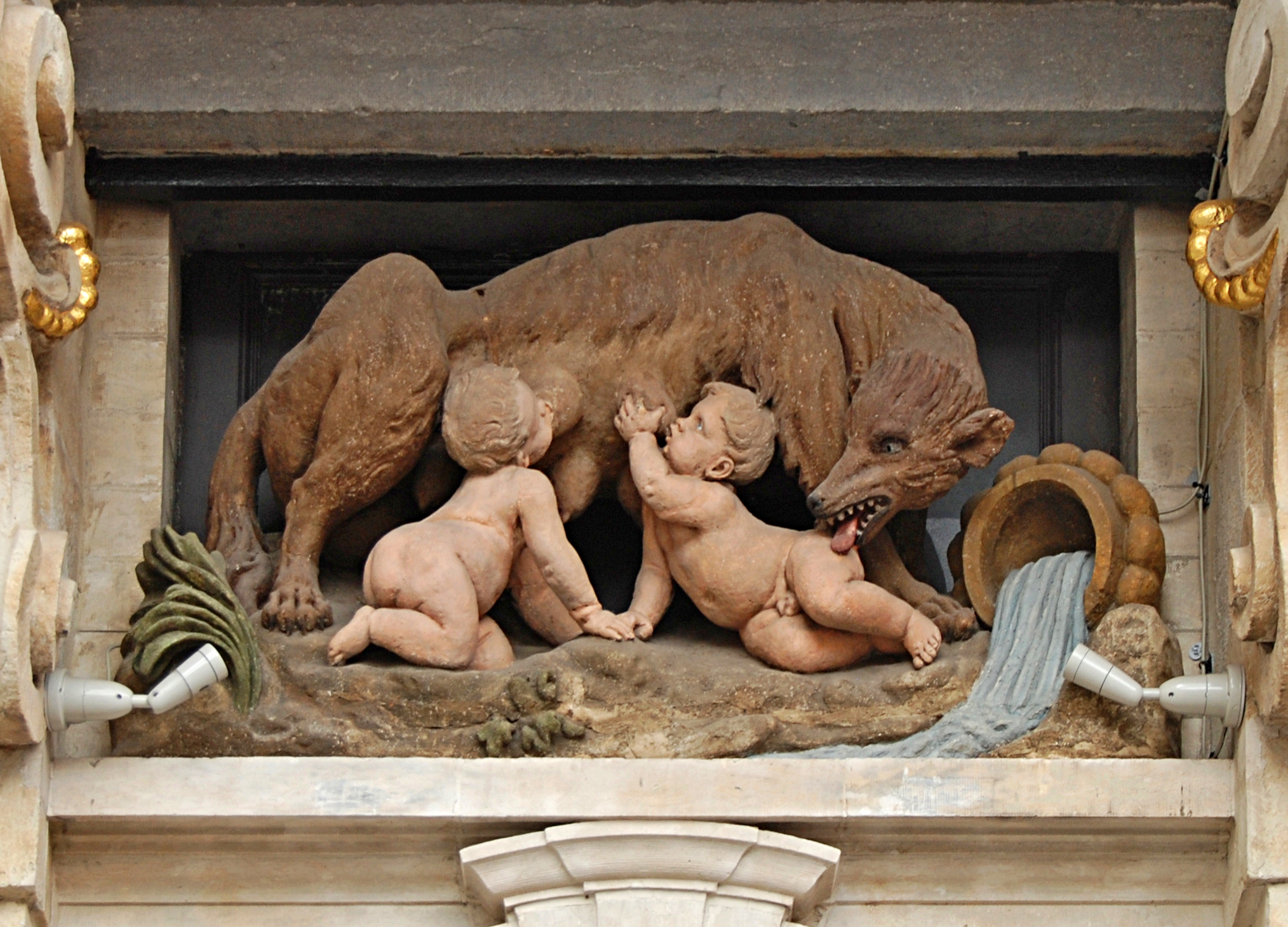
Le haut-relief de Marc De Vos représentant Romulus et Rémus allaités par la louve, sur la Maison de la Louve.